# Dewarick Spencer
Dewarick Antwain Spencer (Mobile, 4 maggio 1982) è un cestista statunitense.

## Palmarès

### Squadra
- Campionato francese: 1

Roanne: 2006-07
- Coppa di Francia: 1

Le Mans: 2008-09
- Semaine des As: 2

Roanne: 2007
Le Mans: 2009

### Individuale
- LNB Pro A MVP straniero: 1

Roanne: 2006-2007